# Lillesand

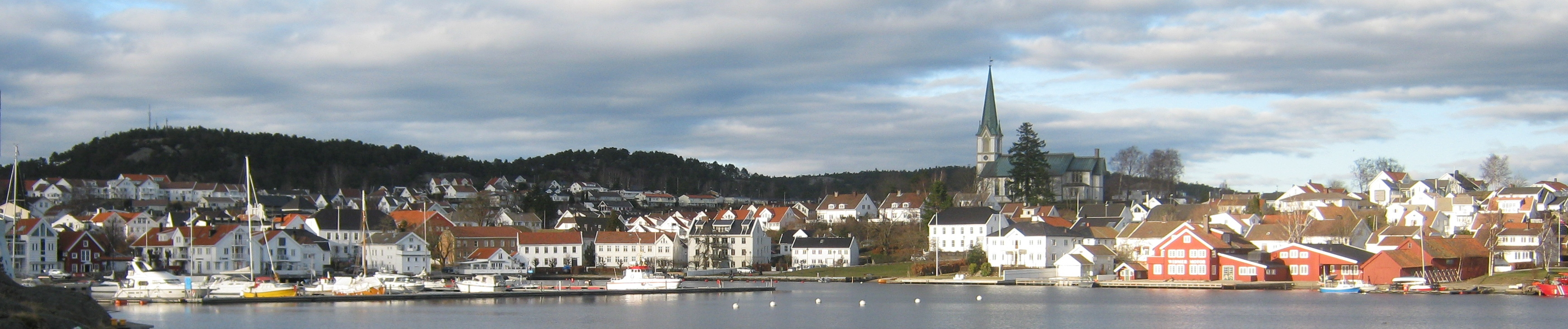
Lillesand

Lillesand é uma comuna da Noruega, com 185 km² de área e 8 952 habitantes (censo de 2004).         